# Henschel Hs 126
Henschel Hs 126, tyskt spaningsflygplan från andra världskriget.
Planet är en vidareutveckling av Henschel Hs 122 utförd av Henschels chefsdesigner Friedrich Nicolaus. Prototypen byggdes till och med av en Hs 122:a och flög första gången hösten 1936. Den första prototypen var utrustad med en Junkers Jumo 210-motor på 455 kW (610 hk), men hos de två följande prototyperna hade denna byts ut mot en Bramo Fafnir 323A-1 stjärnmotor på 619 kW (830 hk). En handhållen Rb 12,5/9x7 kamera kompletterades av ett Zeiss-instrument i ett utrymme i planets akter. Sex stycken plan flög med kondorlegionen under spanska inbördeskriget och överfördes därefter till det spanska flygvapnet. 16 plan exporterades till Grekland.
Under sommaren 1939 presenterade Henschel en förbättrad variant Hs 126B-1, denna var utrustad med en FuG 17 radio och antingen en Bramo 323A-1 eller 323A-2-motor. Vid andra världskrigets utbrott hade de flesta rekognoseringsenheter som varit utrustade med He 45 och He 46:or utrustats med Hs 126:or istället. Under 1942 ersattes de allteftersom av modernare Fw 189:or. Totalt så byggdes det lite över 600 plan av denna typ.